# Metslõugu
Metslõugu est un village de la commune de Padise du comté de Harju en Estonie. Au 31 décembre 2011, il compte 25 habitants.